# Makedonska universitetet

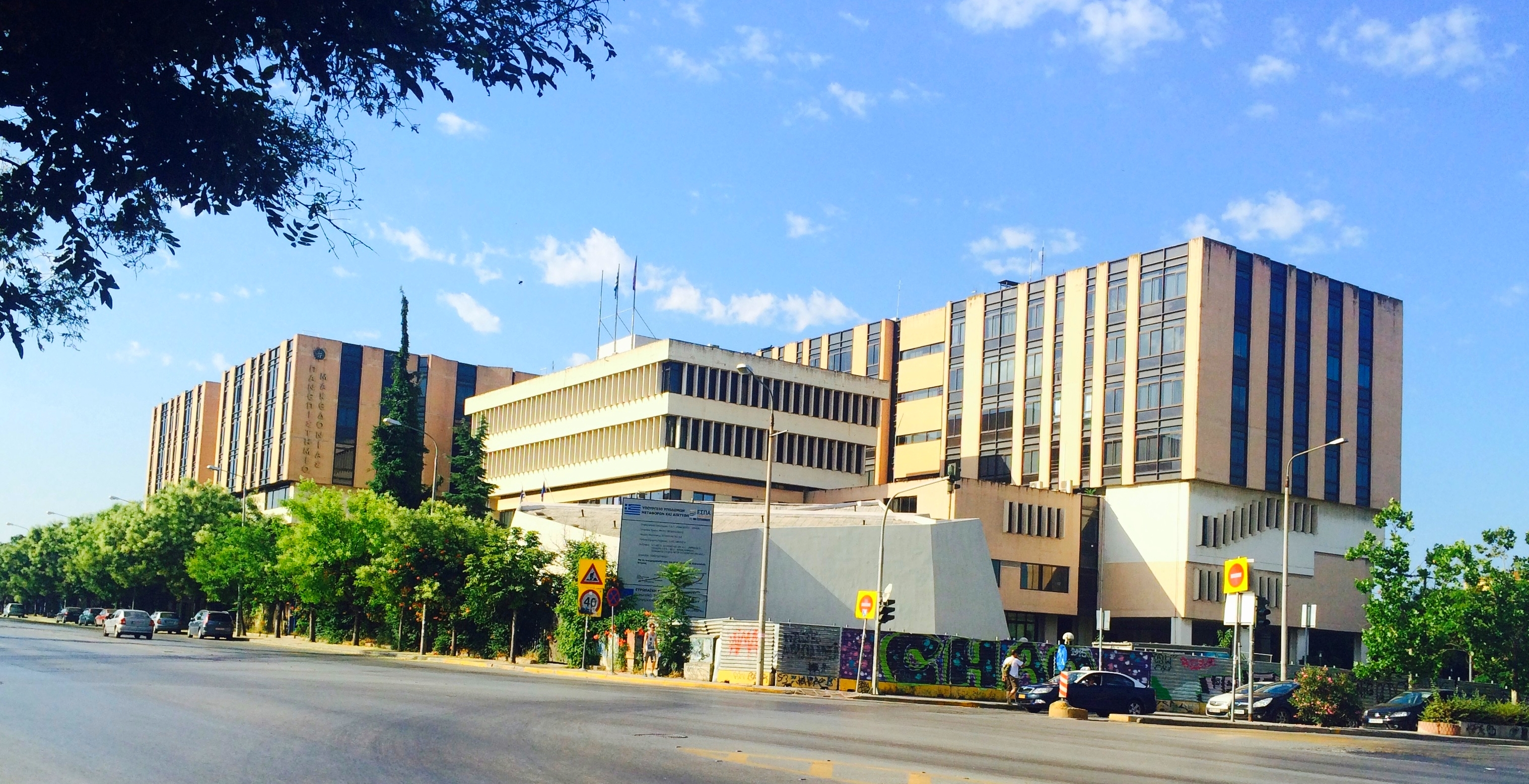

Makedonska universitetet (gr. Πανεπιστημίου Μακεδονίας), är ett universitet i Thessaloniki, Grekland och det näst största i staden (efter Aristotelesuniversitet i Thessaloniki).
Makedonska universitetet har utbildningar inom de sociala, politiska och ekonomiska vetenskapsområdena. Före 1991 var det känt som Skolan för högre studier i Thessaloniki (gr. Anotati Viomihaniki Sholi Thessalonikis).